# Златопольский район
Златопольский район (укр. Златопільський район) — бывшая административно-территориальная единица Шевченковского округа, а также Киевской, Кировоградской и Черкасской областей Украинской ССР, с центром в посёлке городского типа Златополь

## История
Образован 7 марта 1923 года на территории бывших Златопольской (кроме села Весёлый Кут) и Лебединской (исключая сёла Буда-Макеевская и Лебедин) волостей Чигиринского уезда, а также сёл Андреевка и Виноградовка, ранее входивших в состав Елисаветградского уезда. Созданный район вошёл в состав Черкасского округа Киевской губернии. В 1925 к району была присоединена часть упразднённого Телепинского района. В сентябре 1930 года все округа в Украинской ССР были ликвидированы и Златопольский район перешёл в прямое подчинение руководству республики.
В 1932 году район вошёл в состав Киевской области. В 1937 году в состав района был передан Буртовский сельский совет, с центром в селе Бурты, из Александровского района. Указом Президиума Верховного Совета СССР от 10 января 1939 года район включён в состав образованной этим же указом Кировоградской области. В 1954 году район вошёл в состав Черкасской области
Район был расформирован в ноябре 1959 года, его территория был разделена между Смелянским и Шполянским районами Черкасской области, а также Новомиргородским районом Кировоградской области (куда, в частности, вошёл и районный центр, вскоре включённый в черту города Новомиргород).

## Состав района
По состоянию на 1946 год, район включал в себя следующие населённые пункты:
- Златопольский поселковый совет:
  - Златополь
- Андреевский сельский совет:
  - Андреевка
- Буда-Макеевский сельский совет:
  - Буда-Макеевка
- Буртовский сельский совет:
  - Бурты
- Василевский сельский совет:
  - Василевка
- Виноградовский сельский совет:
  - Виноградовка
- Дибровский сельский совет:
  - Дибровка
  - посёлок Рейментаровского совхоза
- Журавский сельский совет:
  - Журавка
- Ивановский сельский совет:
  - Ивановка
- Йосиповский сельский совет:
  - Йосиповка
  - Разлива
- Каменоватский сельський совет:
  - Каменоватка
- Капитановский сельский совет:
  - Капитановка
  - хутор Капитановский
- Липянский сельский совет:
  - Липянка
- Листопадовский сельський совет:
  - Листопадово
- Масловский сельский совет:
  - Маслово
- Межигорский сельский совет:
  - Межигорка
  - хутор Мытница
- Нечаевский сельский совет:
  - Нечаево
- Оситняжский сельский совет:
  - Оситняжка
- Пастырский сельский совет:
  - Пастырское
  - хутор Молния
  - хутор Паланка
- Писаревский сельский совет:
  - Писаревка
  - Рассоховатка
- Рубаномостовский сельский совет:
  - Рубаный Мост
- Тишковский сельский совет:
  - Тишковка
  - посёлок Тишковского совхоза
- Туриянский сельский совет:
  - Турия